# Broniszów
Broniszów (deutsch Brunzelwaldau) ist ein Dorf in der Stadt- und Landgemeinde Kożuchów im Powiat Nowosolski der Woiwodschaft Lebus in Polen.

## Sehenswürdigkeiten
- Die katholische Pfarrkirche St. Anna (Kościół św. Anny) wurde 1607–08 errichtet. Die Rokoko-Ausstattung von 1760 wurde von Katharina von Skronsky gestiftet. Die Kanzel hat einen Treppenzugang von der Sakristei, die Patronatsloge liegt über der Kapelle. Dazu kommt eine Musikempore mit Orgel. Im Nordwesten liegt ein barockes Pfarrhaus von 1605.

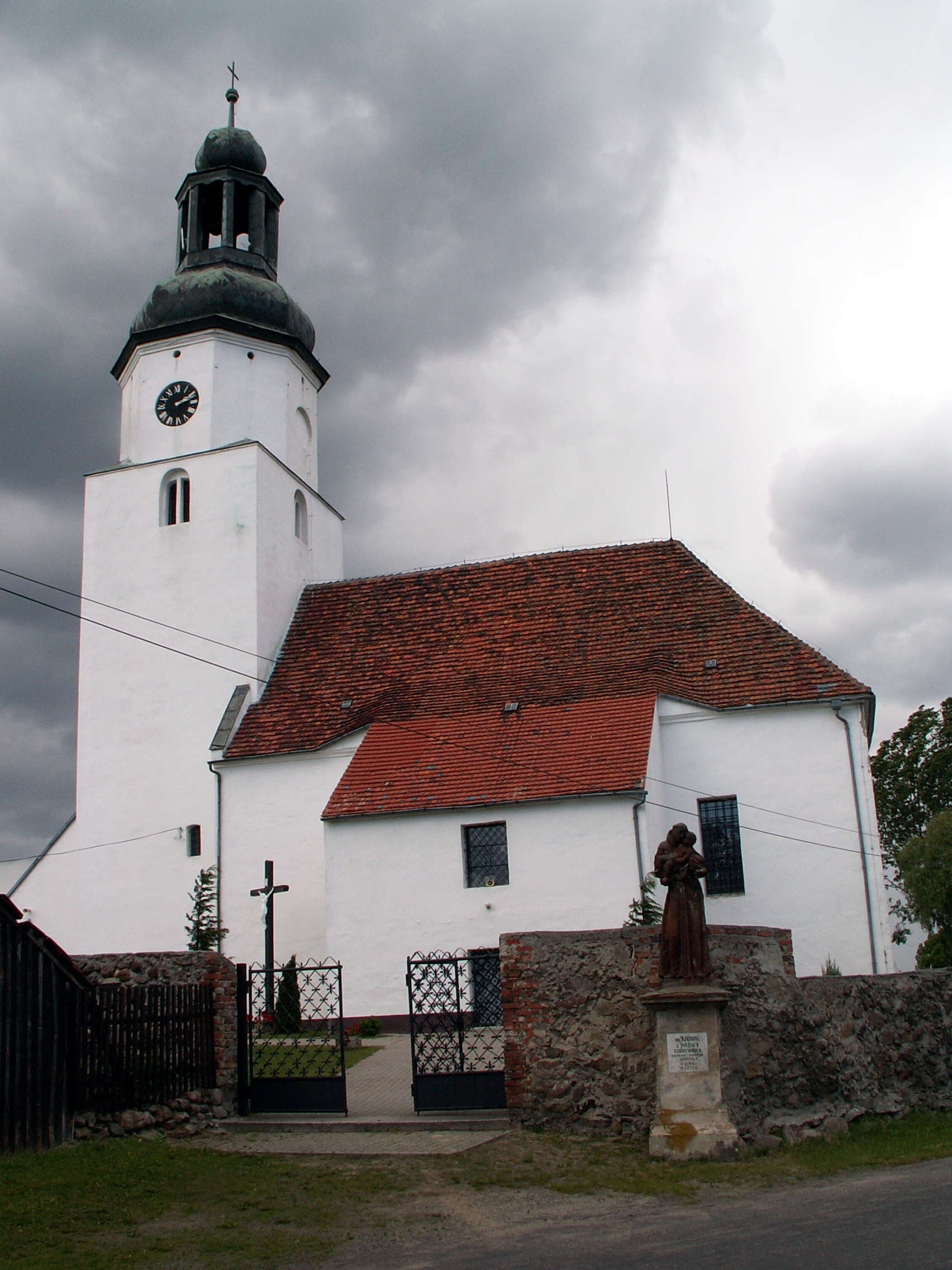
St. Anna
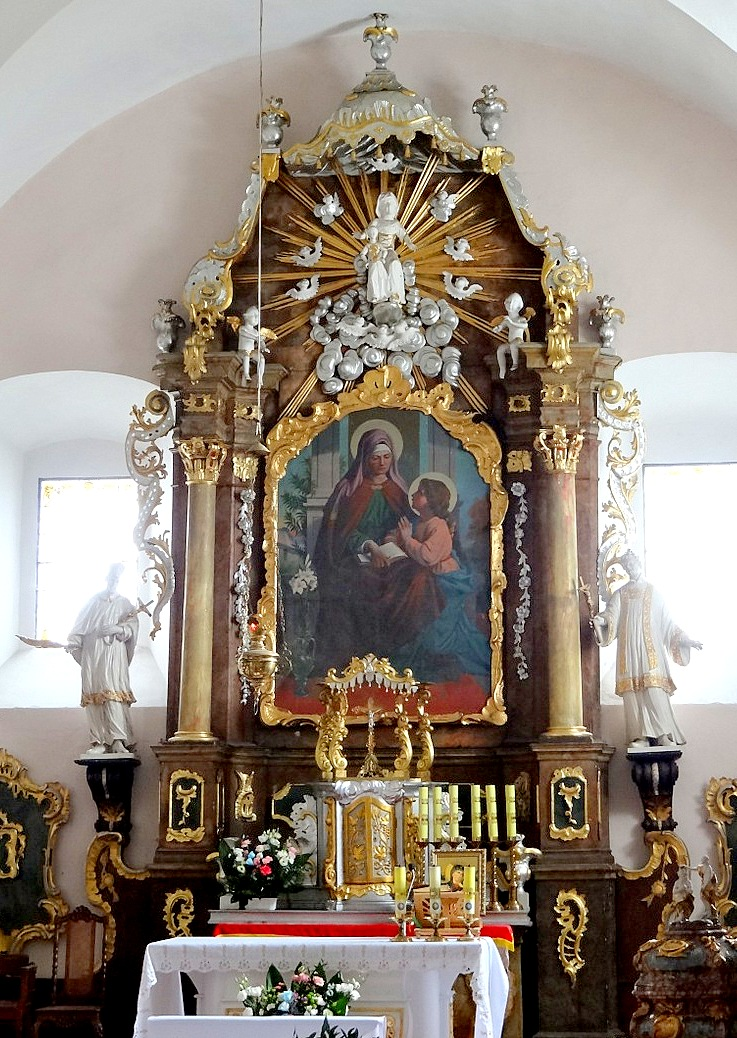
Der Hauptaltar
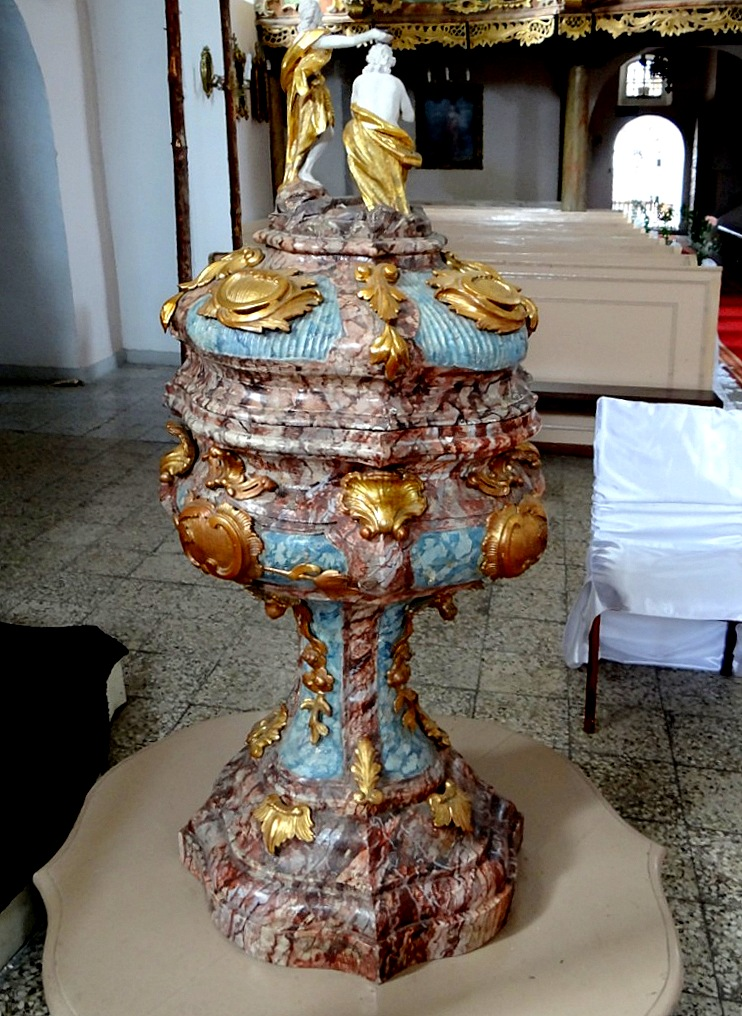
Taufbecken
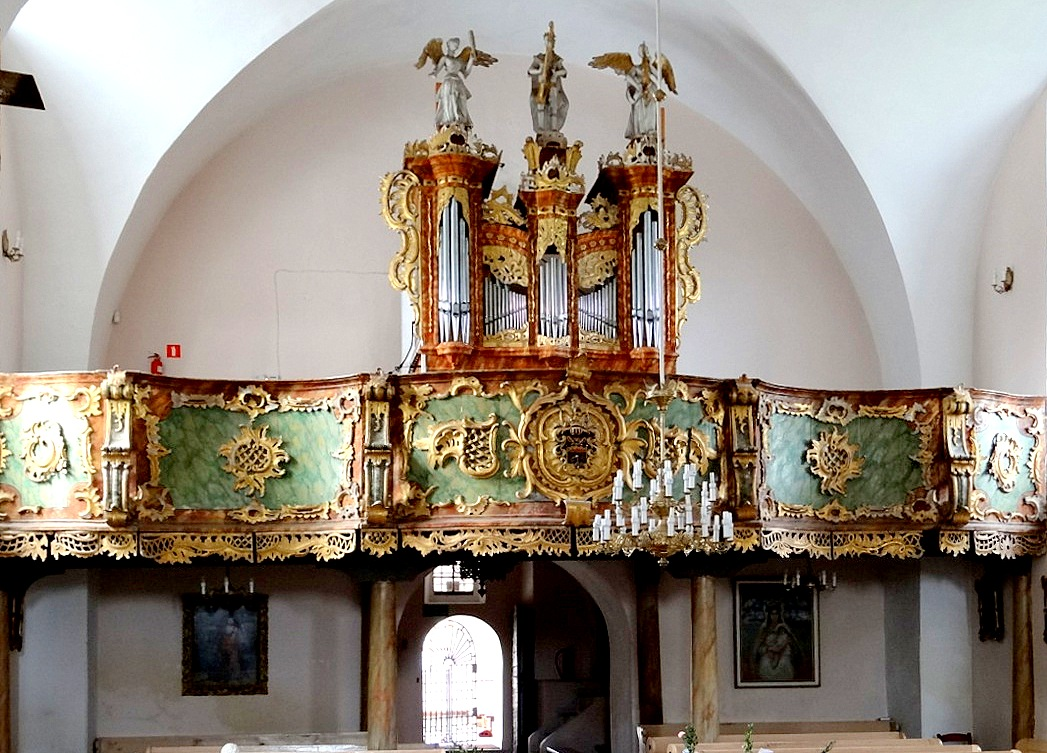
Musikempore mit Orgel
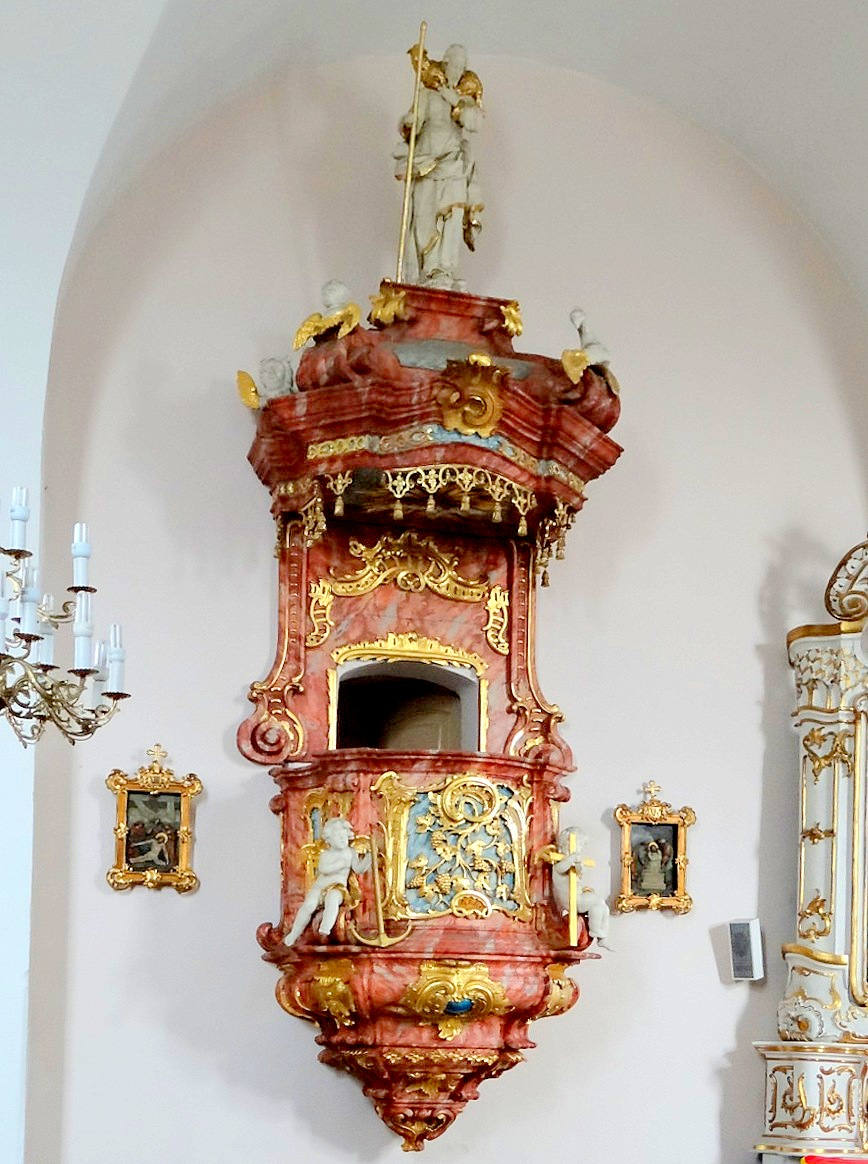
Kanzel

- Schloss: erbaut 2. Hälfte 16. Jahrhundert für die Familie von Kottwitz, siehe Schloss Brunzelwaldau.
- Das ehemalige Spitalgebäude wurde 1765 zwischen Kirche und Schloss gebaut, es wurde gestiftet von den Gräfinnen Katharina und Constantia von Skronsky.[1]

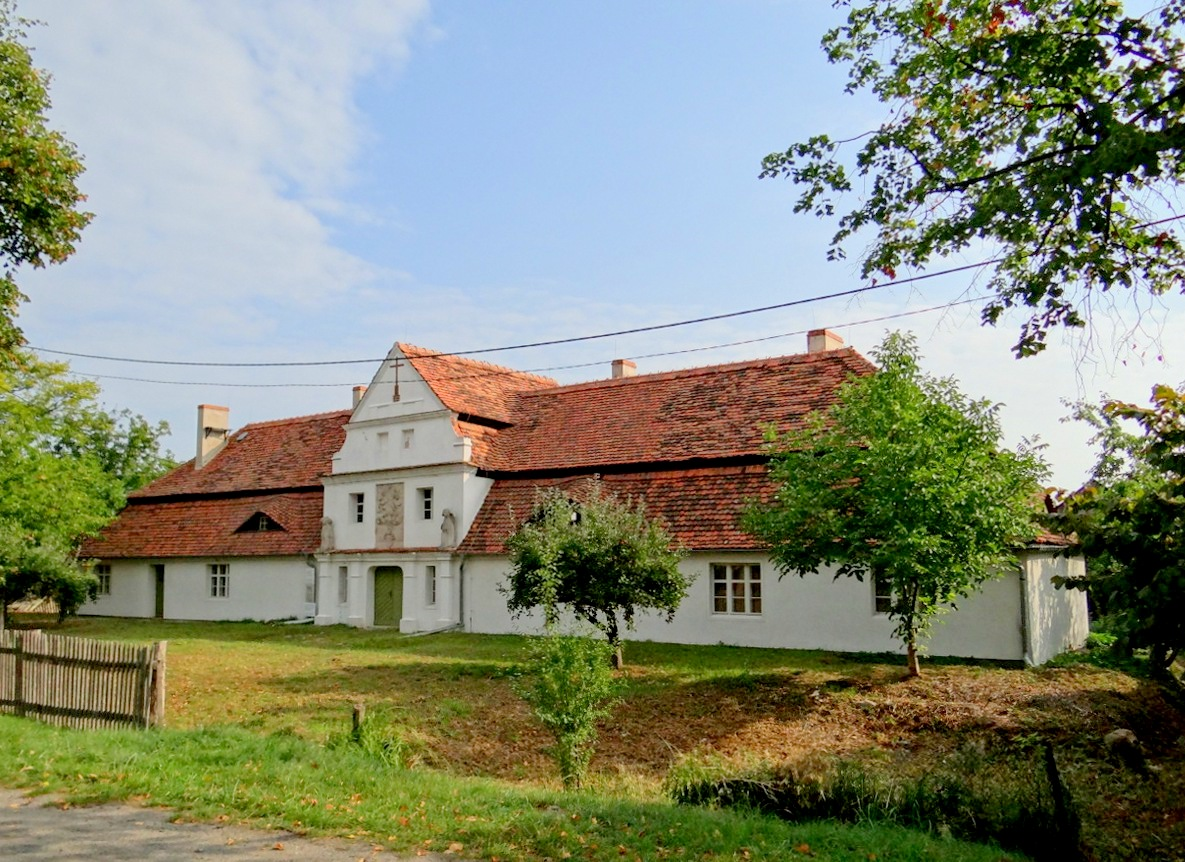
Das frühere Spital
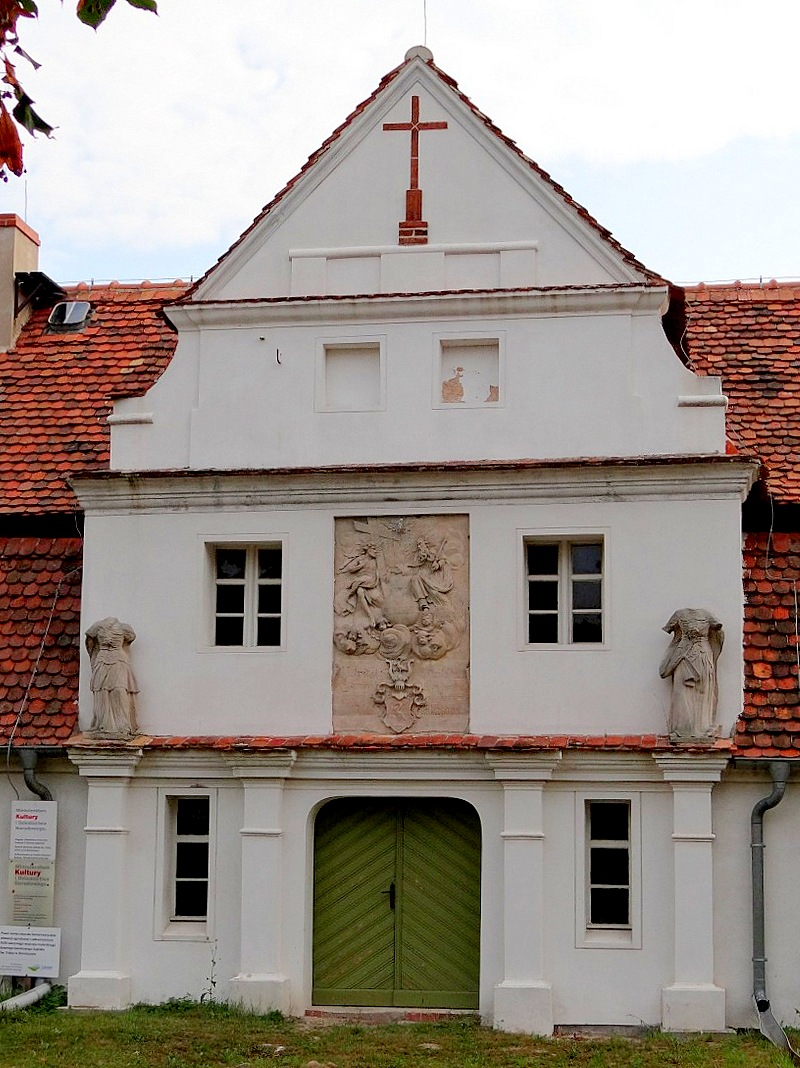
Eingangstor des Spitals
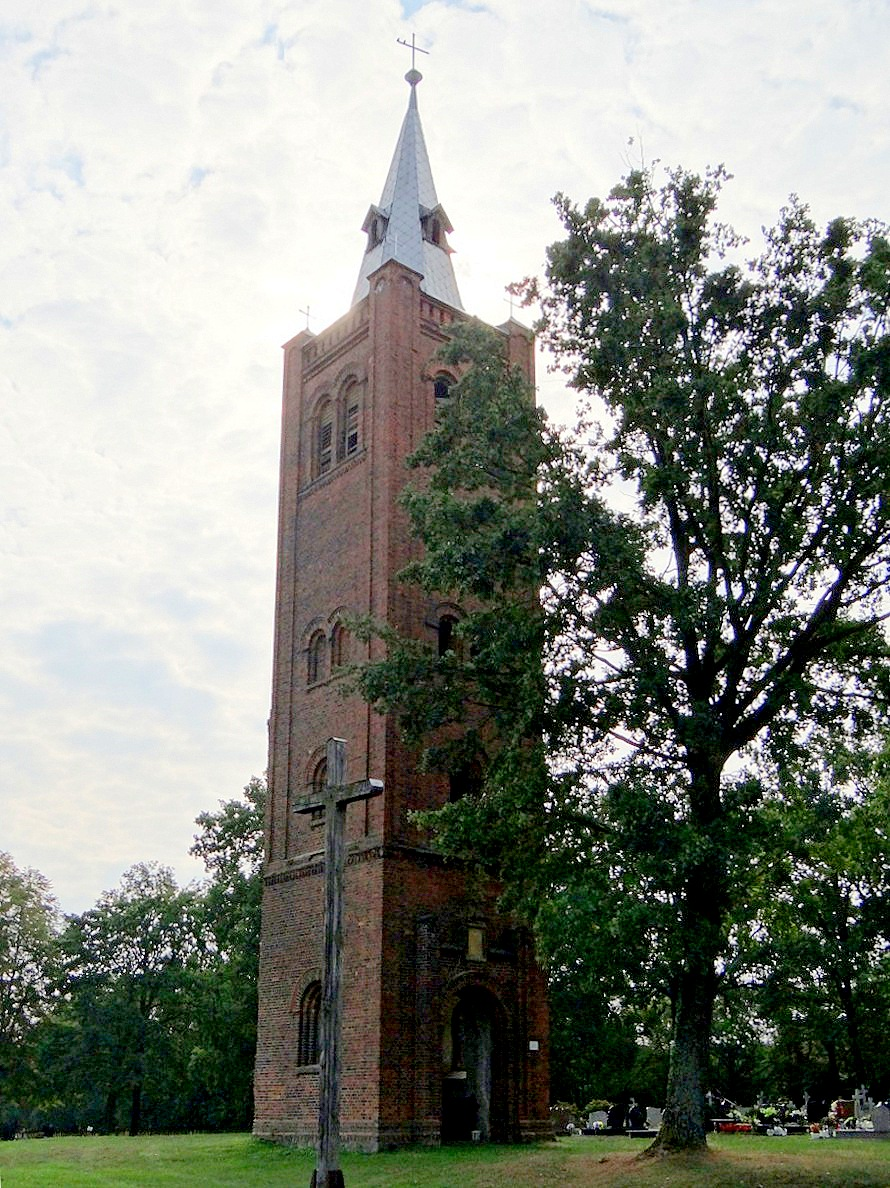
Turm der evangelischen Kirche

- Der Turm der früheren evangelischen Kirche gehörte zu einem 1863 errichteten neoromanischen Gebäude.

## Söhne und Töchter
- Georg von Tschammer und Quaritz (1869–1952), deutscher Politiker